# Verisign
VeriSign, Inc (NASDAQ : VRSN) est une société américaine établie à Reston, dans l’État de Virginie. La société exploite une vaste infrastructure réseau comprenant notamment deux des treize serveurs racines du DNS. Elle gère également le registre officiel pour les domaines de premier niveau génériques .com, .net et .name, les domaines de premier niveau géographiques .cc et .tv, et les systèmes back-end pour les domaines de premier niveau .jobs et .edu. Verisign propose également plusieurs services de sécurité comme le DNS géré, la limitation des attaques par déni de service distribué (DDoS) et la création de rapports sur les cybermenaces.
En 2010, Verisign revend son activité Authentification à Symantec pour 1,28 milliard de dollars. L’authentification englobait les services SSL (Secure Socket Layer), les services d’infrastructure à clés publiques (PKI, Public Key Infrastructure), le sceau Verisign Trust (Verisign Trust Seal) et les services de protection des identités (VIP, Verisign Identity Protection).
En août de la même année, l’ancien directeur financier de Verisign, Brian Robins, annonce le transfert de la société de son site historique de Mountain View, en Californie, à Dulles, en Virginie du Nord, à compter de 2011. Une décision justifiée par le fait que la société réalise 95 % de son activité sur la côte est des États-Unis.

## Historique
Émanation de la branche « Services de certification » de RSA Security, Verisign est créée en 1995. La nouvelle entité hérite des licences de brevets de chiffrement de clés détenues par RSA et d’un accord de non-concurrence limité dans le temps. En tant qu’Autorité de certification (AC), la mission de la nouvelle société Verisign consiste initialement à « instaurer la confiance dans les transactions et le commerce en ligne grâce à ses services et produits d’authentification numérique ». Avant de céder son activité de certification à Symantec en 2010, Verisign exploite plus de 3 millions de certificats, couvrant un large éventail d’activités – des services militaires aux services financiers, en passant par la vente en ligne. Verisign constitue alors la plus importante autorité de certification assurant des opérations de chiffrement et d’authentification sur Internet. Lorsqu’ils effectuent leurs achats en ligne ou se connectent à un site Web sécurisé, les internautes reconnaissent la société au petit cadenas qui s’affiche dans leur navigateur
En 2000, Verisign rachète Network Solutions qui exploite les domaines de premier niveau génériques .com, .net et .org sous contrat avec le ministère du Commerce américain et l’ICANN (Internet Corporation for Assigned Names and Numbers), la société pour l’attribution des noms de domaines et des numéros sur Internet. Principale activité de la division Nommage de Verisign, ces fonctions de Registre représentent aujourd’hui la plus importante activité de la société. Verisign cède l’activité de registraire de Network Solutions en 2003 pour se concentrer sur l’exploitation de noms de domaines qui fait partie de son activité d’adressage Internet. Elle passe alors d’un rôle de revendeur au détail à celui de grossiste.
En 2003, Verisign met en place un dispositif controversé qui utilise cette position privilégiée.
La même année, Verisign abandonne la gestion du .org afin de se focaliser et garder le domaine le plus répandu, .com. En 2011, son contrat pour gérer le .net a été automatiquement renouvelé pour 6 ans.
En rachetant l’activité d’authentification de Verisign pour 1,28 milliard de dollars le 9 août 2010, Symantec reprend également plusieurs services jusqu’alors exploités par Verisign : certificats SSL, infrastructure à clés publiques (PKI), sceau de confiance Verisign Trust, authentification par protection des identités (VIP). L’opération permet également à Symantec de prendre une participation majoritaire dans Verisign Japon.

## Biens et services
Verisign exerce aujourd’hui deux activités : les services qui comprennent l’exploitation de domaines de premier niveau et de l’infrastructure Internet stratégique et les services de renseignements et de disponibilité réseau qui englobent la limitation des attaques par DDoS, le DNS géré et le renseignement sur les cybermenaces.
La division de nommage des services représente le cœur de métier de Verisign. Cette division exploite les registres officiels de noms de domaines pour les deux plus importants domaines de premier niveau – à savoir .com et .net. C'est également l’opérateur de registre officiel pour les domaines de premier niveau .name et .gov, et les noms de premier niveau géographiques .cc (îles Coco) et .tv (Tuvalu). Verisign est par ailleurs le prestataire technique principal des domaines de premier niveau .edu et .jobs pour leurs Registres respectifs, à savoir des organismes à but non lucratif. Ces organismes ont confié à Verisign la maintenance des fichiers de zone et l’hébergement des domaines à partir de leurs serveurs de domaine. Les Registres (ou « opérateurs de registre ») chargés de l’exploitation des domaines agissent comme des « grossistes » de noms de domaine Internet, tandis que les registraires de noms de domaines (parfois appelés « bureaux d’enregistrement ») agissent en tant que « revendeurs au détail » puisqu’ils interviennent directement auprès des clients finaux pour l’enregistrement d’une adresse de nom de domaine.
Verisign exploite également deux des treize serveurs racines du DNS identifiés par les lettres A à M. Les serveurs racines exploités par Verisign portent les lettres « A » et « J ». Les serveurs racines constituent le sommet de la hiérarchie du système de nom de domaine (DNS) qui gère l’ensemble des communications Internet. Outre la création du fichier de zone racine universellement reconnu, Verisign est également responsable du traitement des modifications du fichier exigées par l’ICANN et approuvées par le ministère du Commerce américain. Initialement, les modifications de la zone racine étaient diffusées via le serveur racine A. Aujourd’hui, elles sont distribuées à l’ensemble des treize serveurs par le biais d’un système de distribution maintenu par Verisign. Parmi les douze sociétés exploitant les serveurs racines, Verisign est la seule à gérer plus d’un des treize serveurs existants. Elle utilise l’unidiffusion aléatoire (anycast) pour les serveurs racines A et J qui ne sont plus exploités à partir des centres de données de la société. Verisign entend ainsi accroître la redondance et la disponibilité, tout en réduisant les menaces sur un point unique de défaillance.

### Sites officiels
- Le site officiel de Verisign
- WhoIs Verisign

### Sites internet appartenant au registre de certificats vendu à Symantec
- Services d'authentification VeriSign
- Services d'authentification VeriSign UK
- Services d'authentification VeriSign Japan